# 新斯塔夫 (特諾皮爾州)
新斯塔夫（羅馬化：Novostav）是烏克蘭西部捷爾諾波爾州克列梅涅茨區舒姆斯克市鎮的村莊，始建於1516年，面積2.48平方公里，2001年人口657，人口密度每平方公里265.1人。